# شان دنیل
شان دنیل (انگلیسی: Sean Daniel؛ زادهٔ ۱۵ اوت ۱۹۵۱) تهیه‌کننده فیلم، اهل ایالات متحده آمریکا است.